# Lourdes Perramon Bacardit
Lourdes Perramon Bacardit (Manresa, 1966) és una monja catalana superiora general de les germanes oblates des del 2013.
Filla del barri de Les Escodines de Manresa, va estudiar antropologia i va viure en comunitats de Tarragona, Barcelona i Madrid. Quan va assumir el govern general de la congregació, el 2013, era directora del Lloc de la Dona, al Raval de Barcelona, un espai d'acollida i promoció per a dones. En assumir el càrrec es va desplaçar a viure a Madrid. El 2 d'agost del 2019 va ser reelegida superior general, amb les conselleres Marisa Arreba Gutiérrez, l'argentina M. Alejandra Mancebo, la filipina Zenda Pepito Singzon, i la brasilera Roseli Consoli do Prado. Parramon va marcar com a objectiu de la congregació "l'escolta dels signes dels temps i els nous horitzons" per propiciar "l'obertura a actuar sempre nou de l'Esperit" i portar "l'Església en sortida".
Aquesta congregació treballa en l'atenció integral de les dones que viuen del seu treball amb la prostitució i el 2019 estava formada per 407 germanes amb presència en 15 països.